# Dana Grigorcea

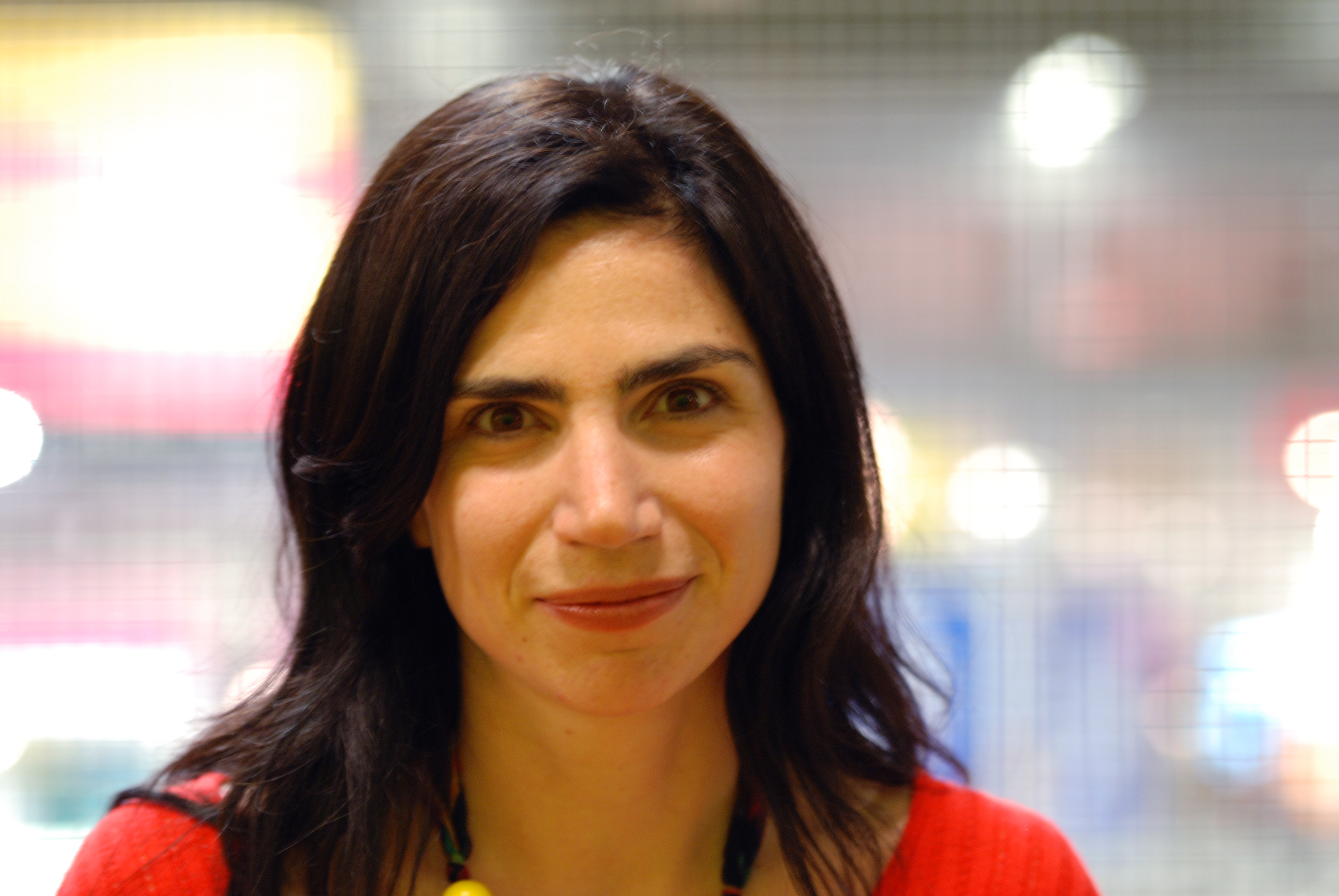
Dana Grigorcea på Bokmässan 2013.

Dana Grigorcea, född 1979 i Bukarest, Rumänien, är en rumänsk författare, journalist och producent. 
Grigorcea har studerat språk- och litteraturvetenskap, mediakunskap och journalistik vid universitet. Därefter har hon varit både producent och journalist på såväl tidningar som radio- och TV-kanaler. Eftersom hon är tvåspråkig med tyska och rumänska har hon dessutom varit korrespondent för rumänsk TV i Tyskland.
2011 debuterade hon med romanen Baba Rada. Hon bor i Zürich med sin make Perikles Monioudis samt deras dotter.